# Sonata (radioodbiornik)

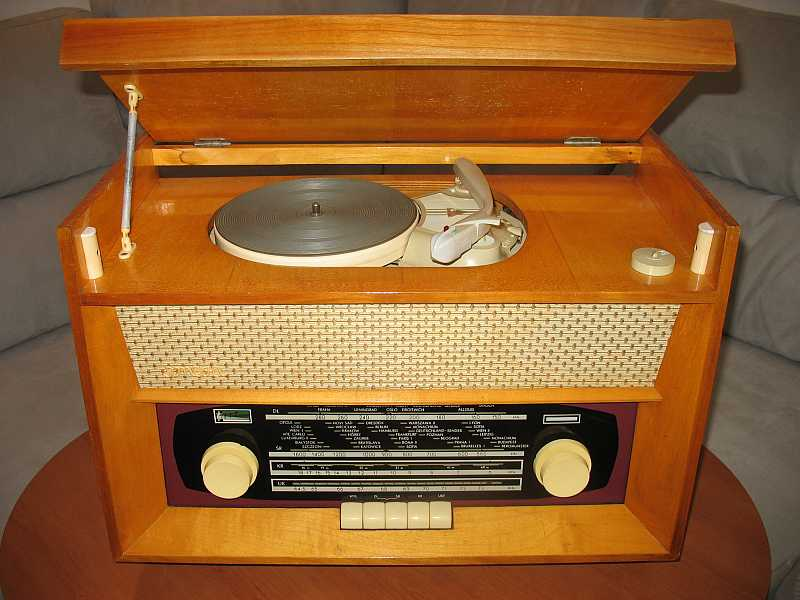
Sonata 62130

Sonata – polski radioodbiornik lampowy z wbudowanym gramofonem GE-56, produkowany przez zakłady DIORA w Dzierżoniowie od roku 1961 do 1969 w dwóch wersjach:
- SONATA typ 62012 (5-lampowa)
- SONATA typ 62130 (6-lampowa, produkowana od 1965 roku)